# Rita sacerdotum
Rita sacerdotum är en fiskart som beskrevs av Anderson, 1879. Rita sacerdotum ingår i släktet Rita och familjen Bagridae. IUCN kategoriserar arten globalt som livskraftig. Inga underarter finns listade i Catalogue of Life.